# Mio mini pony - Il film
Mio mini pony - Il film (My Little Pony: The Movie) è un film del 1986 diretto da Michael Joens. Debuttò il 20 giugno 1986, per la produzione della Marvel Enterprises e della Sunbow Productions e la distribuzione del De Laurentiis Entertainment Group. La produzione delle animazioni fu della giapponese Toei Animation e della coreana AKOM. Il film, che riprende alcuni dei personaggi già presenti negli special natalizi degli anni precedenti, può considerarsi la base per la successiva serie televisiva: i disegni sono infatti diversi da quelli degli special e identici a quelli della serie. Il primo episodio della serie TV, inoltre, costituisce un sequel del film.

## Trama
Nel Castello dei Sogni, i minipony festeggiano l'arrivo della primavera. Ma le streghe del Vulcano della Malinconia decidono di distruggere la Valle della Felicità, scatenando lo Smooze, una mostruosa creatura di lava purpurea. Stella Magica, Ombretta, Gustavo e i Batuffoli si accorgono del pericolo ed avvertono gli altri. Schizzo e Stella Polare decidono di andare alla ricerca dell'Arcobaleno di Luce, che essi avevano affidato a Megan nella precedente avventura. Megan e i suoi fratellini Danny e Molly insistono per venire con loro al Castello degli Sogni; ma quando arrivano, il castello è stato sepolto dallo Smooze. Essi vanno allora dal saggio Moochick, che inizia a disegnargli una nuova casa e li dirige alla Valle dei Pony Svolazzanti (Flutter Ponies), gli unici che potranno fermare lo Smooze. Alla fine, le streghe vengono sconfitte, ma il Castello dei Sogni è definitivamente distrutto. Il Moochick, però, crea una nuova casa per i minipony: la Villa del Paradiso (Paradise Estate, lett. Villa del Paradiso).